# Esperó muntanyenc
L′esperó muntanyenc (Delphinium montanum) o esperó pirinenc és una espècie de plantes amb flors del gènere Delphinium de la família Ranunculaceae, endèmica dels Pirineus orientals, en tarteres i prats molt pedregosos. Es troba a l'annexe II (espècies vulnerables) del Catàleg de flora amenaçada de Catalunya per decret de la Generalitat de Catalunya del 2008.
«És una herba perenne, rizomatosa, amb una soca subterrània desenvolupada amb tiges de 30-50 cm. Les fulles simples, palmades i laciniades formen una roseta basal de la qual, en l'època de floració, es produeixen 1 (2-3) raïms de (3-5) 15-20 (50) flors. De vegades, alguns individus formen rodals compactes amb nombroses tiges floríferes. Les flors, hermafrodites i marcadament zigomorfes, presenten un esperó posterior nectarífer d'11-15 cm. El fruit presenta tres fol·licles densament pubescents que produeixen llavors petites, negres, subpiramidals, amb petites expansions alades a les arestes.» Cal tenir en compte que es tracta d'una planta que conté alcaloides diterpènics, amb toxicitat similar a la dels acònits, una de les plantes més tòxiques de la flora europea.

## Taxonomia
L'espècie s'esmenta per primera vegada al volum 5 (volum 6) de la Flore française d'Augustin Pyramus de Candolle, publicada el 1815. Després es considera una variant de Delphinium elatum. Conté la informació següent: “D. elatum L. - var. montanum DC. - RR pastures fresques, a primera línia de mar, inf. Regió alpina. : carena fronterera, costat francès (vall d'Eina amb forns de calç, roca de l'Àguila) i espanyol (sota la Portella de Mentet).
El 1897 Gaston Gautier la va descriure a la seva Flore française considerant la planta "Mountain dauphinelle" de nou com a Delphinium montanum.
Actualment es considera que pertany a la sèrie Montana B. Pawl del subgènere Delphinastrum (DC) Peterm. Així doncs, taxonòmicament està emparentat amb Delphinium dubium B. Pawl, endèmica als Alps francesos i italians, i amb Delphinium oxysepalum Borb. & Pax, endèmica dels Carpats. S'ha proposat que les tres espècies provenen d'un avantpassat comú (molt proper a D. elatum) que hauria donat lloc als tres taxons per fragmentació de l'àrea abans de la darrera glaciació. Totes aquestes espècies són tetraploides amb 2n = 32 cromosomes.

### Sinònims
Els sinònims de Delphinium montanum són els següents:
- Delphinium elatum subsp. montanum (DC.) Nyman, 1878
- Delphinium elatum var. montanum (DC.) Rouy & Foucaud, 1893
- Delphinium elatum auct.
- Delphinium pyrenaicum Pourr. (nom. inval.)

## Distribució

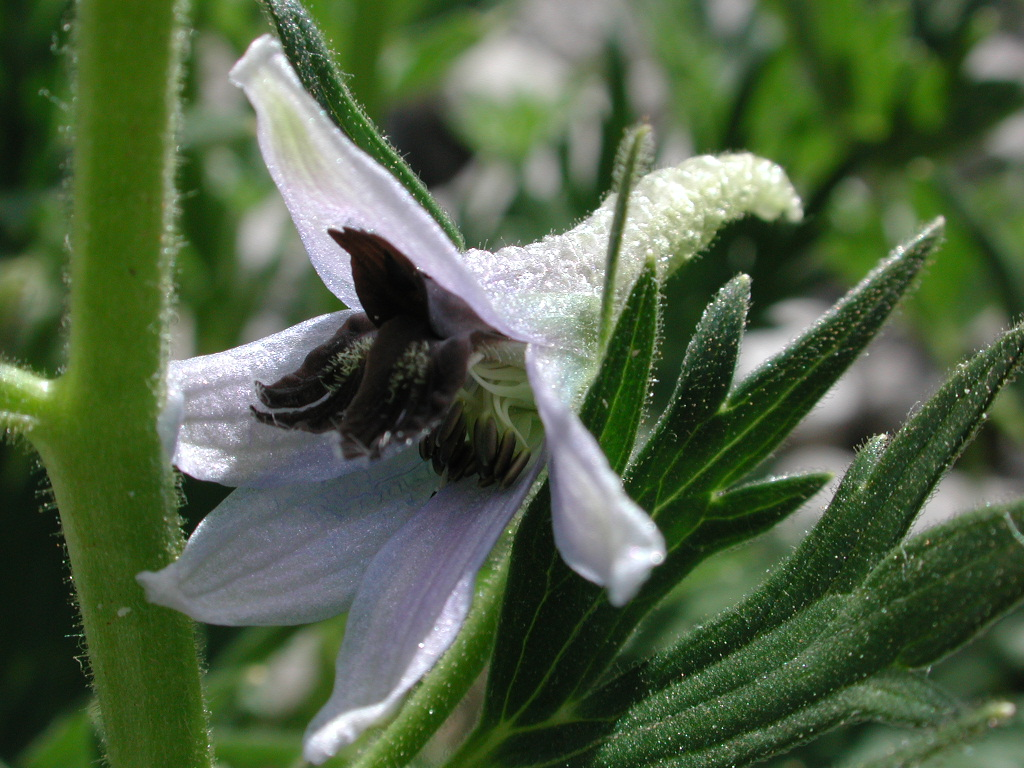
Detall de la flor de Delphinium montanum

Les descripcions botàniques franceses de Delphinium montanum al segle xix la ubicaren inicialment a la Vall d'Eina i a la Portella de Mentet.
Durant el segle xx, en es van identificar una desena d'ubicacions principalment de la vora sud i est. de la fossa de la Cerdanya (serra del Cadí i massís del Puigmal), amb extensions fins al Pedraforca i el massís de Madres, de les quals se'n van confirmar set el 2014. Aquell any es van localitzar dos nous jaciments importants, separats per 500 m entre si i situats també a la serra del Cadí, entre 2.340 i 2.400 metres d'alçada, un al nord del Portell de Cadí i l'altre al sud-oest de la Torreta de Cadí, en terreny calcari. L'anàlisi de les poblacions d'aquests dos jaciments revela 4.600 individus, dels quals un 40 a un 50% són reproductors, amb una degradació observada del 90% de les flors, atribuïda als isards.

## Projecte de protecció al Ripollès
Unes entitats privades i públiques van unir els esforços per a protegir la població d'esperons a la riera de Morens al Ripollès amb una sèrie de mesures: netejar els terrenys on pot proliferar, eliminar plantes competidores i invasores, conservar llavors al banc de llavors i informar el públic excursionista.